# Reliefdiskus (NAMA 3635)

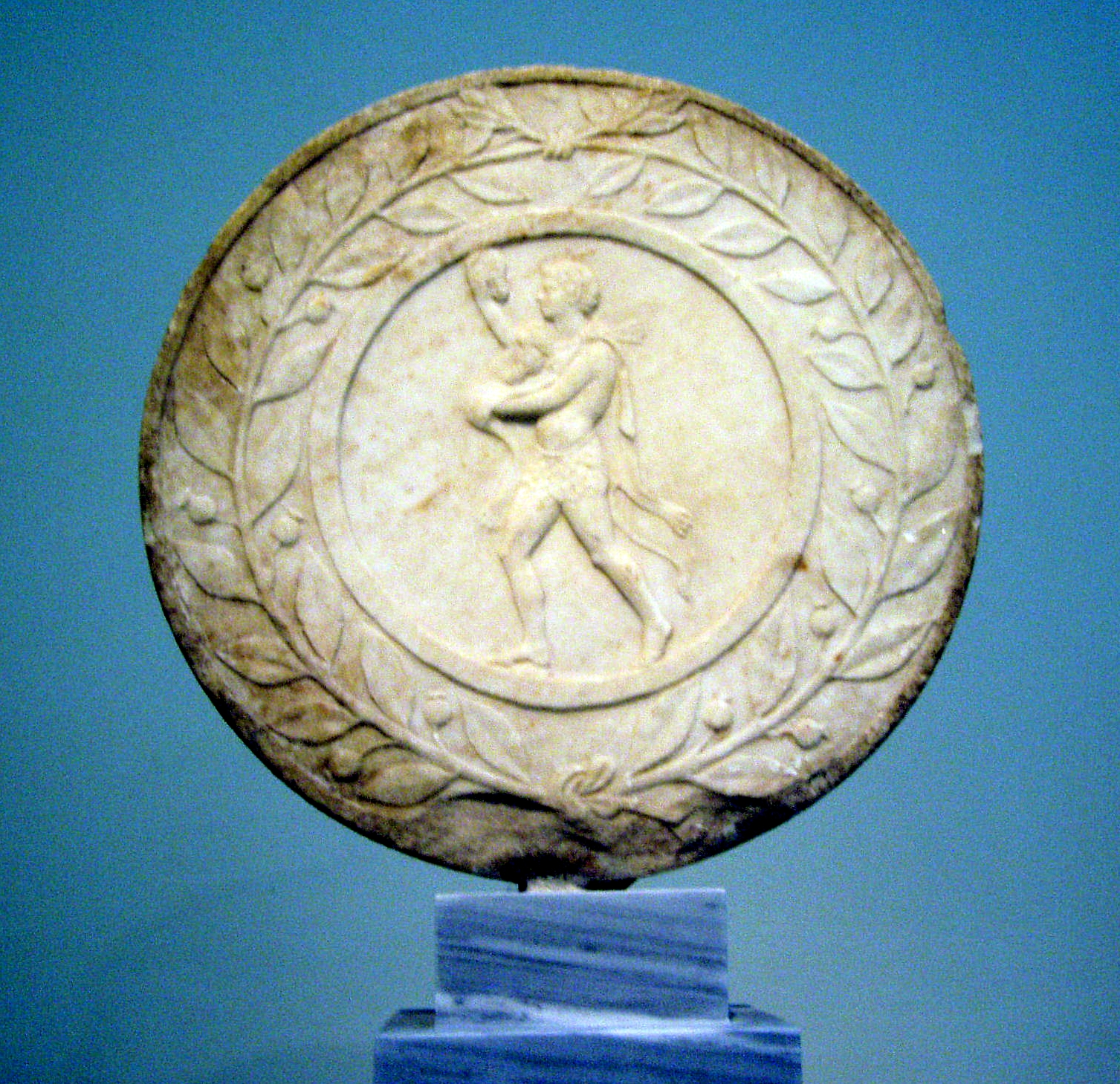
Vorderseite des Diskos

Ein Reliefdiskus im Archäologischen Nationalmuseum Athen (NAMA) mit der Inventarnummer 3635 wird um das Ende des letzten Jahrhunderts v. Chr. oder den Beginn des ersten Jahrhunderts nach der Zeitenwende datiert.
Der Diskus ist weitestgehend komplett und unfragmentiert erhalten, leichtere Bestoßungen finden sich an mehreren Stellen, an der Unterseite gibt es eine größere Fehlstelle. Die Bildfläche ist durch zwei Reliefbänder unterteilt. Innerhalb beider Bänder wird ein Lorbeerkranz gezeigt, im Innenmedaillon wird eine figürliche Szene präsentiert. Der Lorbeerkranz wird von zwei Zweigen gebildet, die am oberen wie auch am unteren Ende miteinander verknotet sind. Im Medaillon wird ein Satyr gezeigt, der nach links läuft. Um seine Hüften hat er ein Fell geschlungen, eine weitere Tierhaut trägt er wie einen Mantel (chlamys) über der linken Schulter. Mit der linken Hand hält er die Tierhaut und formt mit ihr eine Auflage, in der erhobenen rechten Hand hält er eine Weinrispe, zwei weitere Weinrispen sind auf der Tierhaut gelagert. Auf der Rückseite wird ein zweiter Satyr gezeigt. Diese Figur ist nicht fertig ausgearbeitet und abgenutzt.
Es ist unklar, wozu der Diskus aus Pentelischem Marmor gedient hatte. Möglich ist, dass die 40 Zentimeter durchmessende Scheibe als eine Art drehbarer Fensterverschluss (oscillium) gedient hatte. Möglich ist auch, dass er analog zu anderen bekannten Diskoi auch nur zu Dekorationszwecken im Portikus eines Hauses eines reichen Bürgers aufgehängt wurde. Die Herkunft des Stückes ist unbekannt, es kam nach einer Beschlagnahmung in die Sammlung.